# هوراس إم. سينجر
هوراس إم. سينجر هو سياسي أمريكي، ولد في 1 أكتوبر 1823، وتوفي في 28 ديسمبر 1896. انتخب عضو مجلس نواب إلينوي ‏.